# Augustin Nicoară
Augustin Nicoară (n. 1858, Deva, județul Hunedoara – d. 1924) a fost un deputat în Marea Adunare Națională de la Alba Iulia , organismul legislativ reprezentativ al „tuturor românilor din Transilvania, Banat și Țara Ungurească”, cel care a adoptat hotărârea privind Unirea Transilvaniei cu România, la 1 decembrie 1918 :pp. 214-215.

## Biografie
A făcut școala primară la Deva, liceul la Sibiu și Facultatea de Drept la Budapesta :pp. 214-215.

## Activitatea politică

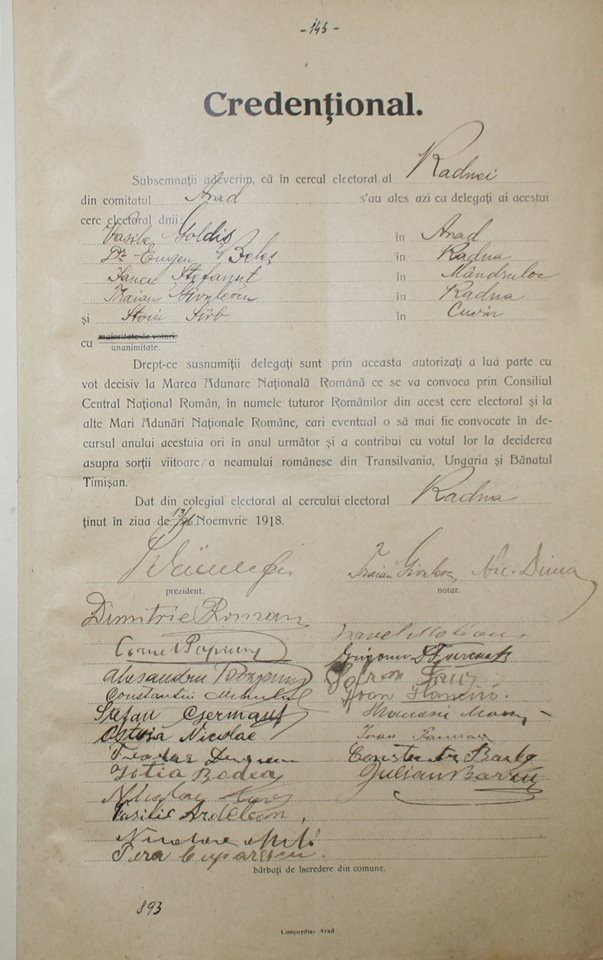
Credențional

Ca deputat în Adunarea Națională din 1 decembrie 1918 a fost delegat al Cercului electoral Deva :pp. 214-215.	